# Grabno (Ośno Lubuskie)
Grabno (deutsch Buchholz) ist ein Dorf in Polen in der Gemeinde Ośno Lubuskie im Powiat Słubicki der Woiwodschaft Lebus.

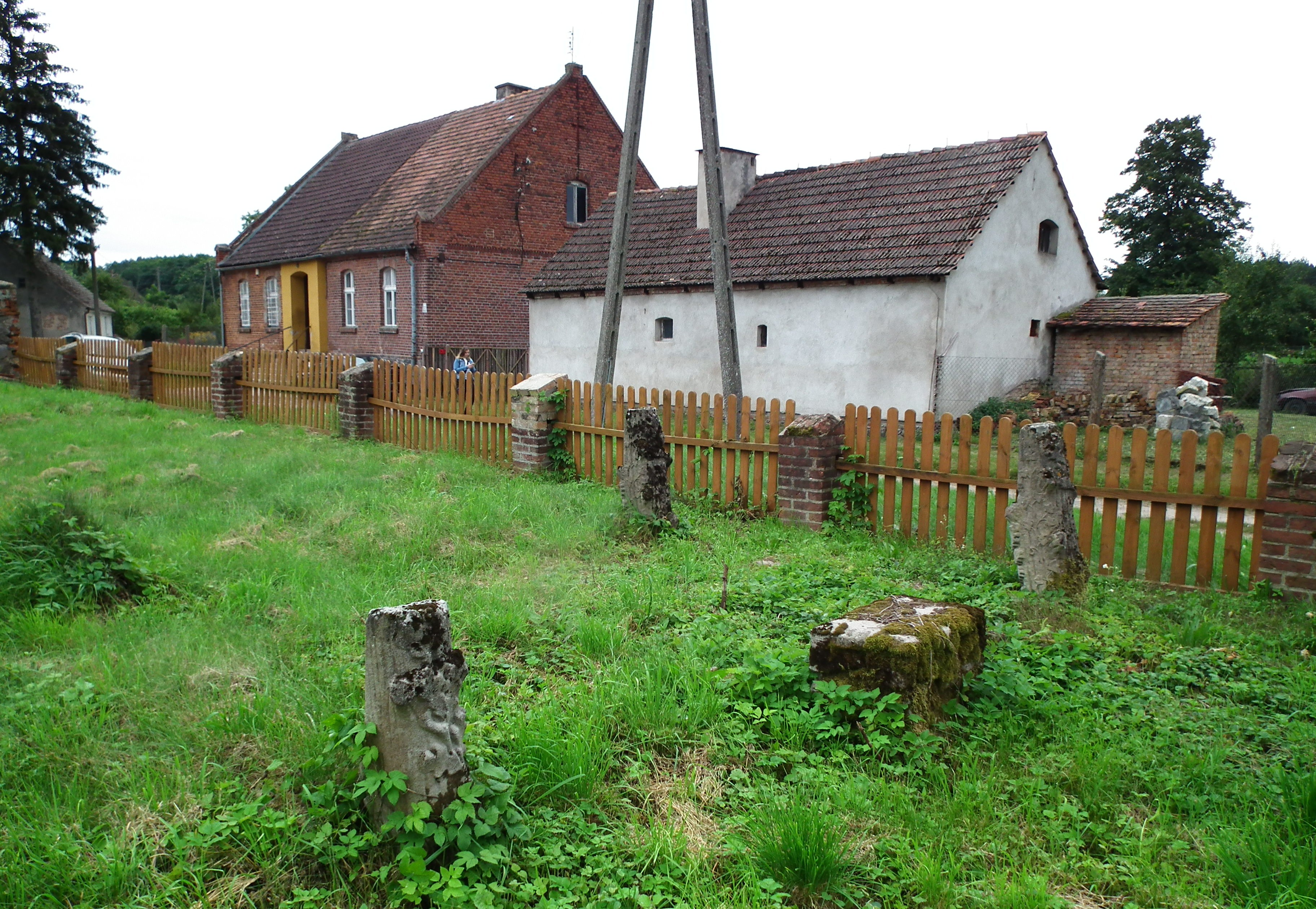

## Geschichte
Im Jahre 1286 als Bucholt erstmals urkundlich erwähnt, kam das Dorf mit Zielenzig an den Templerorden und nach dessen Auflösung 1350 an den Johanniterorden. Um das Jahr 1461 gehörte das Dorf der Familie von Winning. 1491 wurde Hartz von Winning zu Walewitz von dem Herrenmeister Georg von Schlaberndorff mit dem Dorfe Buchholz belehnt. Es blieb im Besitz der Familie bis 1785. Dann erwarb Hans von Schönebeck das Gut und mit ihm wechselten die Besitzer: 1809 Hauptmann von Rittberg, 1812 der Geheime Rath Pastorf, 1833 Kasser, 1842 Otto von der Hagen. 1913 hatte das Dorf 227 Einwohner, nach der Volkszählung 1970 210 Einwohner und 1978 187 Einwohner.